# Нью-Фолден (тауншип, Миннесота)
Нью-Фолден (англ. New Folden) — тауншип в округе Маршалл, Миннесота, США. На 2000 год его население составило 197 человек.

## География
По данным Бюро переписи населения США площадь тауншипа составляет 90,7 км², из которых 90,7 км² занимает суша, водоёмов нет.

## Демография
По данным переписи населения 2000 года здесь находились 197 человек, 77 домохозяйств и 58 семей.  Плотность населения —  2,2 чел./км².  На территории тауншипа расположена 91 постройка со средней плотностью 1,0 построек на один квадратный километр. Расовый состав населения: 96,95 % белых и 3,05 % приходится на две или более других рас. Испанцы или латиноамериканцы любой расы составляли 1,52 % от популяции тауншипа.
Из 77 домохозяйств в 33,8 % воспитывались дети до 18 лет, в 67,5 % проживали супружеские пары, в 3,9 % проживали незамужние женщины и в 23,4 % домохозяйств проживали несемейные люди. 22,1 % домохозяйств состояли из одного человека, при том 11,7 % из — одиноких пожилых людей старше 65 лет. Средний размер домохозяйства — 2,56, а семьи — 3,02 человека.
26,4 % населения — младше 18 лет, 4,6 % — в возрасте от 18 до 24 лет, 22,8 % — от 25 до 44, 34,0 % — от 45 до 64, 12,2 % — старше 65 лет. Средний возраст — 43 года. На каждые 100 женщин приходилось 140,2 мужчин.  На каждые 100 женщин старше 18 приходилось 119,7 мужчин.
Средний годовой доход домохозяйства составлял 35 625 долларов, а средний годовой доход семьи —  45 625 долларов. Средний доход мужчин —  33 000  долларов, в то время как у женщин — 21 528. Доход на душу населения составил 15 905 долларов. За чертой бедности находились 3,8 % семей и 5,1 % всего населения тауншипа, из которых 16,0 % старше 65 лет.